# توماس کندی
توماس کندی (انگلیسی: Thomas Laird Kennedy; ۱۵ اوت ۱۸۷۸ – ۱۳ فوریهٔ ۱۹۵۹) سیاست‌مدار اهل کانادا بود.